# Дірк Холстід
Дірк Сторм Холстед (24 грудня 1936 , Гантінґтон, Нью-Йорк  — 25 березня 2022 , Панама ) — американський фотожурналіст. Він був редактором і видавцем The Digital Journalist, онлайн-журналу про фотожурналістику.

## Біографія
Холстед народився в Гантінгтоні, штат Нью-Йорк, 24 грудня 1936 року. Його батько, Вільям С. Холстед, був винахідником у розробці радіо і телебачення. Він мав багато патентів на свою піонерську роботу в області радіо і телебачення, включаючи стереофонічне FM-радіо та розробку ретрансляційних систем на вершині гір, які були ключовими для побудови телевізійних мереж в Японії та Йорданії.  Його мати, Леслі (Мунро) Холстед була інженером з телекомунікацій. Батьки подарували йому на Різдво камеру Eastman Kodak Duaflex, коли йому було 15 років, і почав займатися фотожурналістикою ще в середній школі. Через два роки він став наймолодшим бойовим фотографом журналу Life. Висвітлював Громадянську війну в Гватемалі. Один рік він навчався в Гаверфордському коледжі, а потім залишив роботу в Далласі. Згодом був призваний до армії США, де служив два роки. Після повернення з військової служби Холстед приєднався до UPI і пропрацював там більше 15 років. Під час Війни у В'єтнамі він був головою фотобюро UPI в Сайгоні.

## Кар'єра

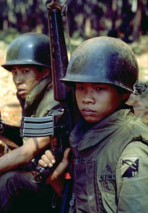
Солдати 18-ї дивізії армії Республіки В'єтнам у Суан-Лок у квітні 1975 р.

Тайм призначив Холстеда своїм старшим фотографом Білого Дому в 1972 році  Пізніше він прийняв контракт з ними того ж року, який тривав наступні 29 років. Холстед був одним із шести фотографів, які супроводжували Річарда Ніксона під час його історичної подорожі до Китаю в 1972 році. Його фотографії з'явилися на 49 обкладинках Time, більше, ніж будь-який інший фотограф</ref name="BBC">. У цей період він також працював «Спеціальним фотографом» на фільмах для створення фотографій, які використовувалися в рекламних матеріалах для великих комерційних студій. Серед фільмів, над якими він працював, були Славні хлопціfellas, Мемфіс Белль, Вал, Чорний Дощ, Дракон, Дюна, Конан-варвар, Greystoke та Скелелаз.
Холстед двічі отримав нагороду «Зображення року» Національної асоціації прес-фотографів, Золоту медаль Роберта Капи за висвітлення падіння Сайгону та дві Ейзі. У 2002 році він отримав нагороду за життєві досягнення від Асоціації фотографів Білого дому, а в 2004 році отримав премію Джозефа А. Спрага  за життєві досягнення та заслуги перед фотожурналістикою. Почесна медаль Міссурі від Школи журналістики Університету Міссурі була вручена Холстеду в 2007 році за чудові досягнення в журналістиці.
Архів робіт Холстеда знаходиться в Центрі американської історії Дольфа Бріско при Техаському університеті в Остіні  , де він був старшим науковим співробітником з фотожурналістики.  Його книга Moments in Time: Photos and Stories from One of America's Top Photo Journalists, була опублікована в 2006 році .

## Особисте життя
Всі три шлюби Холстеда закінчилися розлученням. У останні роки життя він проживав у Бокете, Чірікі, Панама, і помер там від крововиливу в мозок 25 березня 2022 року у віці 85 років .

## Публікації
- Moments in Time: Photos and Stories from One of America's Top Photojournalists. Halstead, Harry N. Abrams, 2006.ISBN 9780810954410 .